# 繰延税金負債
繰延税金負債（くりのべぜいきんふさい、英語：deferred tax liability）は、勘定科目の一つ。税効果会計を適用した際に認識される負債（貸方項目）である。

## 概要
繰延税金負債は、企業会計上の損益が税務上の将来加算一時差異として処理され、税務上の当期課税所得や納付税額が減少する場合に生ずる負債（未払債務）である。
繰延税金負債は、企業会計と税務との「一時的な」益金に対する認識時期の相違（一時差異）を調整するための項目であり、受取配当金のように企業会計上の収益と税務上の益金との不一致が永久に解消されない永久差異については、繰延税金負債の計上が認められない。
通常、繰延税金負債が増加した場合、法人税等調整額の計上により、同額だけ当期純利益の額も減少する。一方、計上された繰延税金負債は、対応する各将来時点で、残高を減少させる手続きをとる。繰延税金負債の減少により、同額だけ当期純利益の額が増加する。
繰延税金負債が計上される主な項目としては、積立金方式による固定資産圧縮記帳の圧縮積立金（企業会計上：取得価額、税務上：取得価額－圧縮積立金）、その他有価証券の評価差額（評価益）などがある。
かつての日本の会計基準に従うと流動負債・固定負債と分けて表示することがあった。しかし、IFRSや米国会計基準に合わせる形で2018年より繰延税金資産とともに一律固定区分に表示されることになった。